# Старилово
Старилово — деревня в составе Мытского сельского поселения Верхнеладнеховского района Ивановской области. 

## География
Деревня расположена на берегу реки Ландех в 13 км на юго-восток от центра поселения села Мыт и в 13 км на юго-запад от райцентра посёлка Верхний Ландех на автодороге Р24К-260 Ростов — Иваново — Нижний Новгород.

## История
В конце XIX — начале XX века деревня входила в состав Верхнеландеховской волости Гороховецкого уезда Владимирской губернии, с 1925 года — в составе Шуйского уезда Иваново-Вознесенской губернии.  В 1859 году в деревне числилось 34 дворов, в 1905 году — 29 дворов.
С 1929 года деревня являлась центром Стариловского сельсовета Ландеховского района, с 1931 года — в составе Пестяковского района, с 1946 года — в составе  Верхнеландеховского района, с 1960 года — вновь в составе Пестяковского района, с 1983 года — вновь в составе Верхнеландеховского района, с 2005 года — в составе Мытского сельского поселения.
В советское время существовал колхоз имени 1 мая, 3 фермы крупного рогатого скота на 100, 200 и 40 голов.

## Население
| 1859 | 1905 | 2010 |
| ---- | ---- | ---- |
| 258  | ↘130 | ↗226 |

## Достопримечательности
Храм Казанской Божией Матери

## Известные уроженцы
23 февраля (7 марта) 1909 года родился Аркадий Александрович Космодемьянский, в будущем — известный учёный-механик.